# No Man’s Land Fort
No Man’s Land Fort war eine britische Verteidigungsanlage im Solent des Typs Palmerston Fort bei Plymouth. Es liegt 2,2 Kilometer vor der Küste der Isle of Wight und wurde zwischen 1861 und 1880 zum Schutz Portsmouths vor der französischen Flotte errichtet. Die Seefestung hat einen Durchmesser von 61 Meter und erhebt sich ungefähr 20 Meter über den Meeresspiegel. Die Außenmauern sind noch heute mit stählernen Panzerplatten geschützt.
Nachdem Großbritannien 1958 die militärische Nutzung eingestellt hatte, stand die Festung viele Jahre leer, bis sich das Verteidigungsministerium 1987 schließlich zum Verkauf entschloss. No Man’s Land Fort wurde unter verschiedenen Besitzern mehrfach zu einem Luxushotel und Veranstaltungsort umgebaut. Neben einem beheizten Swimmingpool stehen zwei Hubschrauberlandeplätze, eine Dachterrasse und glasüberdachte Innenräume zur Verfügung.
Im Juli 2004 wurden jedoch Legionellen im Wassersystem der Anlage gefunden, worauf der Betrieb eingestellt werden musste. Der damalige Besitzer, der Immobilienentwickler Harmesh Pooni, ging daraufhin pleite, da er seine Kredite nicht mehr bedienen konnte. No Man’s Land Fort wechselte in der Folge mehrfach den Besitzer. Da Pooni sich jedoch nach wie vor als rechtmäßigen Besitzer betrachtete, besetzte er im März 2008 für mehrere Monate die Festung. Im März 2012 kaufte der Millionär Mike Clare mit seiner Firma Clarenco, die schon mehrere ähnliche Objekte besitzt, schließlich No Man’s Land Fort und nahm es inzwischen als Luxushotel in Betrieb.
Auf dem Dach der Festungsanlage befindet sich ein Leuchtturm, der noch heute als Seezeichen für die Schifffahrt dient.